# Marco Otávio
Marco Otávio (viveu no século II a.C.) foi um tribuno romano e um grande rival de Tibério Graco. Um homem sério e discreto, ele ganhou uma reputação como um orador influente. Apesar de terem sido originalmente amigos próximos, Otávio ficou alarmado pela agenda populista de Graco e, sob o comando do Senado romano, repetidamente vetou programas de Graco para a reforma agrária. Graco respondeu, em uma última análise com a Assembleia dos Plebeus tirou o seu cargo e o expulsou do local de encontro da Assembleia, em 133 a.C. Essa ação levou a uma grave escalada no confronto entre os tradicionalistas e os reformadores. A ação foi sem precedentes e violou o Mos maiorum (termo em latim para a "forma tradicional de fazer as coisas") a decisão da Assembleia para depor Marco Otávio, a fim de garantir a aprovação de Tibério Graco, revelou o verdadeiro poder que o tribuno e o conjunto teve, que ele não tinha antes de 133 a.C. O poder da Assembleia e do Tribuno foi um dos fatores que levaram à influência decrescente do Senado na política romana, um dos fatores que levaram às guerras civis romanas e, finalmente, a queda da República Romana.
De acordo com Plutarco, Caio Otávio era um de seus descendentes, assim tornando-o um ancestral do imperador romano Augusto.